# Chira hanagarthi
Pour les articles homonymes, voir Chira.
Espèce
Chira hanagarthi est une espèce d'araignées aranéomorphes de la famille des Salticidae.

## Distribution
Cette espèce est endémique du département de La Paz en Bolivie,. Elle se rencontre dans la province de Nor Yungas vers Coroico.

## Description
La femelle holotype mesure 2,50 mm.

## Systématique et taxinomie
Cette espèce a été décrite par Rubio, Perger, Baigorria, Metzner et Höfer en 2023.

## Étymologie
Cette espèce est nommée en l'honneur de Werner Hanagarth. 

## Publication originale
- Rubio, Perger, Baigorria, Metzner & Höfer, 2023 : « Description of three new species of the jumping spider Chira Peckham & Peckham, 1896 (Araneae: Salticidae) from Argentina, Bolivia, and Brazil, with a provisional identification key to the species of the genus. » Arachnology, vol. 19, no 6, p. 873-880.